# Shikoku (rasa psa)

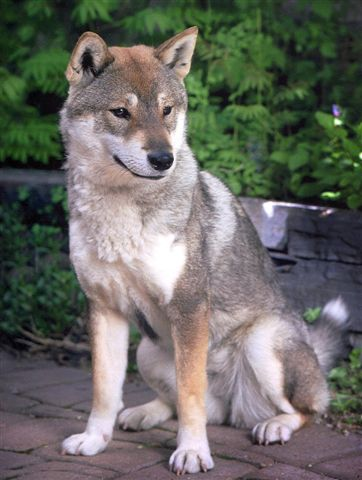
Shikoku

Shikoku (jap. 四国犬 Shikoku-inu lub Shikoku-ken) – rasa psa w typie szpica powstała w czasach starożytnych w Japonii, na wyspie Sikoku. Psy tej rasy były przeznaczone do polowania na zwierzynę. Współcześnie sprawdzają się również w roli psa-towarzysza.

## Rys historyczny
Oryginalna nazwa rasy pochodzi od miejsca jej powstania oraz słowa inu – pies. Przodkami dzisiejszych shikoku były średniej wielkości psy polujące z ludźmi od pradawnych czasów w górzystych regionach prefektury Kōchi. Korzystano z ich pomocy w polowaniach na dziki. W 1937 roku rasa została uznana za skarb narodowy Japonii.

## Klasyfikacja
W klasyfikacji FCI rasa ta została zaliczona do grupy 5 (Szpice i psy ras pierwotnych), sekcja 5 (Szpice azjatyckie i rasy pokrewne). Psy tej rasy nie podlegają próbom pracy.
W 2006 roku rasa shikoku została zarejestrowana w United Kennel Club w grupie ras północnych.

## Wygląd
Shikoku jest średniej wielkości szpicem o mocnej, zwartej budowie. Stop jest lekko zaznaczony. Uszy małe, stojące, skierowane do przodu. Trójkątne oczy są głęboko osadzone, małe, ciemnobrązowe. Powieki ciemno zabarwione. Kufa zwęża się ku przodowi, a nos jest wyraźnie zaznaczony, czarny. Włos krótki i szorstki, z miękkim podszerstkiem, który bardzo gęstnieje zimą. Klatka piersiowa głęboka, a brzuch podciągnięty. Tylne kończyny dobrze umięśnione. Pazury ciemno ubarwione. Ogon jest osadzony wysoko, zwinięty lub sierpowato zagięty. Umaszczenie rude (sezamowe), rudo pręgowane lub czarno pręgowane.
Zgodnie ze wzorcem rasy pożądana wysokość w kłębie dla psów wynosi 52 cm, a dla suk 46 cm.

## Zachowanie i charakter
Pies wytrzymały, zwinny i zwrotny. Jest uparty, lubi chodzić własnymi ścieżkami i wykazuje skłonność do dominacji nad innymi psami. Shikoku to pies bardzo inteligentny, wykazuje dużą chęć do nauki. Bardzo czujny. Wobec ludzi łagodny.

## Użytkowość
Pies myśliwski i do towarzystwa.

## Oczekiwana długość życia
Oczekiwana długość życia psów tej rasy wynosi 11–13 lat.

## Popularność
Shikoku jest rasą rzadko spotykaną poza krajem pochodzenia.